# Ванзелов, Карл
Людвиг Карл Ванзелов (нем. Ludwig Karl Vanselow; 20 марта 1877, Шёнланке, провинция Позен, ныне Тшцянка, Польша — 28 декабря 1959, Берлин) — немецкий литератор, фотограф и эсперантист.
С 1895 г. работал журналистом в берлинской газете Deutsche Warte. Одновременно вошёл в круг молодых поэтов, группировавшийся вокруг Франца Эверса, к которому до этого принадлежал его покойный старший брат Юлиус. В 1898 г. опубликовал сборник короткой прозы «Сказки любви» (нем. Märchen der Liebe), в 1901 г. — книгу стихов «Принадлежащий женщине и миру» (нем. Von Weib und Welt).
В 1899 г. начал издавать журнал Das Schulhaus (выходил до 1913 г.), идейно связанный с движением «реформы жизни». Однако главным проектом Ванзелова стал его следующий журнал, Die Schönheit («Красота»), выходивший под его редакцией в 1902—1932 гг. — сперва Ванзелов издавал его сам в Берлине, но в 1914 г., оказавшись на грани банкротства, передал издание дрезденскому издателю Рихарду Гизеке. С журналом сотрудничали видные деятели европейского искусства — Анри ван де Велде, Пауль Шульце-Наумбург, Герман Бар, Айседора Дункан, издание выходило на первоклассной бумаге. Его важнейшей чертой была публикация обнажённой женской натуры — в том числе снятые самим Ванзеловом ню его третьей жены, берлинской танцовщицы Ольги Десмонд. В 1906 и 1909 гг. против журнала подавались судебные иски по обвинению в оскорблении общественной нравственности, однако суд в Лейпциге отклонил их, постановив, что изображение обнажённого тела допустимо в рамках пропаганды «культуры свободного тела» (Freikörperkultur). В 1905 г. основал Общество за сексуальную реформу (нем. Vereinigung für Sexualreform), которую, впрочем, исследователи характеризуют как «фантомную организацию», и до 1914 г. издавал также журнал Geschlecht und Gesellschaft («Пол и общество»).
С 1930-х гг. благодаря знакомству с Яном Фетке заинтересовался языком эсперанто. В 1946—1953 гг. выпускал серию брошюр Nia lingvo Esperanto с оригинальными и переводными стихотворными сочинениями, в 1948 г. опубликовал учебник эсперанто, выполненный в стихотворной форме. Как эсперантист подписывался псевдонимом «Зелёный трубадур» (эсп. Verda Trobadoro).